# Darwin 2
Darwin 2 est une série télévisée française en trois épisodes de 26 minutes créée par Vincent Amouroux et Franck Pitiot, diffusée à partir du 8 septembre 2010 sur Canal+.

## Fiche technique
- Titre : Darwin 2
- Réalisation : Vincent Amouroux et Franck Pitiot
- Scénario : Vincent Amouroux et Franck Pitiot
- Producteur : Gilles Galud (La Parisienne d'Images)
- Musique Originale :
- Pays d'origine : France
- Genre : Série
- Durée : 3 x 26 minutes

## Distribution
- Mario Pecqueur : Ludovic Kaderski
- Zoé Félix : Estelle de la Fauvette
- Quentin Baillot : David Castagnet
- Raphael Simonet : Fernand Vigouroux
- Franck Adrien : Luc Masson
- Pascal Coulan : Francis Berraud